# Qudsia Begum
 (juillet 2024).
Qudsia Begum (1801 – 1881) est la nawab de Bhopal (Nawabs of Bhopal, dirigeant musulman de Bhopal) de 1819 jusqu'à son abdication en 1837.
Elle est la fille du nawab Ghous Mohammad Khan de Bhopal. En 1817, elle épouse Nazar Mohammad Khan et devient la mère de Sikandar Begum.
Son mari succède à son père. En 1819, elle succède à son mari et elle est à la tête de Bhopal.
En 1837, elle abdique en faveur de son gendre. Mais, elle continue à influencer les affaires de l'État à Bhopal pendant le règne de son gendre, de sa fille et de sa petite-fille.